# Flick Shagwell

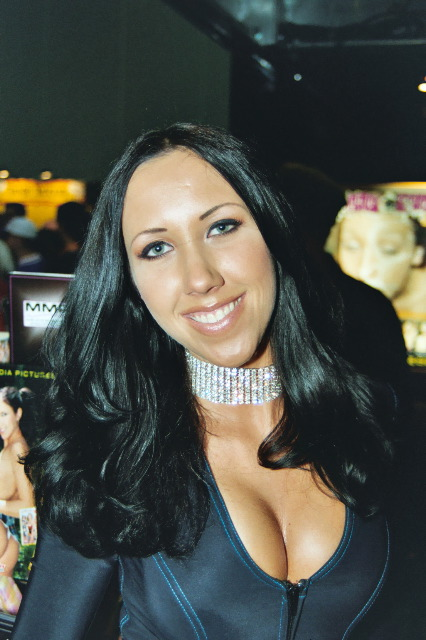
Flick Shagwell bei der AVN Adult Entertainment Expo 2003

Flick Shagwell (* 3. März 1979 in London; als Rebecca Lee) ist eine ehemalige britische Pornodarstellerin.

## Leben
Der Name „Flick“ kommt angeblich von einem Ex-Freund der sagte, dass sie „Flick“, dem Hauptcharakter in dem animierten Film „Das große Krabbeln“ ähnlich sehe. Der Nachname „Shagwell“ ist eine Referenz an die Rolle „Felicity Shagwell“ in den Austin-Powers-Filmen.
Shagwell ist in Wimbledon, London, aufgewachsen, wo sie auch zur Universität ging. Sie war Make-up-Künstlerin, Physiotherapeutin und arbeitete als Telefonsexdame. Sie begann ihre Karriere in sogenannten Pro-Am-Videos im Jahr 2000, wie beispielsweise in Ed Powers’ Dirty-Debutantes-Reihe. Sie hat in etwa 250 Filmen mitgespielt, unter anderem in I Dream of Jenna und Upload.
Shagwell drehte unter anderem Filme für Vivid Entertainment Group, Evil Angel, ClubJenna und Wicked Pictures. Sie arbeitete mit unterschiedlichen Regisseuren wie zum Beispiel Brad Armstrong, Michael Ninn, Jim Powers, Michael Raven und Jonathan Morgan.
Shagwell beendete 2009 ihre Karriere und arbeitet seitdem als Make-up-Artist.

## Filmografie (Auswahl)
- 2002: Lady Fellatio in the Dog House
- 2002: Snoop Dogg’s Hustlaz: Diary of a Pimp
- 2003: The Violation of Jessica Darlin

## Auszeichnungen
- 2003: AVN Award für Best Oral Sex Scene – Video in Lady Fellatio: In the … Dog House!
- 2004: AVN Award für Best All-Girl Sex Scene in The Violation of Jessica Darlin (zusammen mit Ashley Blue, Jessica Darlin, Brandi Lyons, Lana Moore, Hollie Stevens, Crystal Ray)